# 2475 Семенов
2475 Семенов (2475 Semenov) — астероїд головного поясу, відкритий 8 жовтня 1972 року.
Тіссеранів параметр щодо Юпітера — 3,213.